# Brametot
Brametot är en kommun i departementet Seine-Maritime i regionen Normandie i norra Frankrike. Kommunen ligger i kantonen Fontaine-le-Dun som tillhör arrondissementet Dieppe. År 2022 hade Brametot 198 invånare.

## Befolkningsutveckling
Antalet invånare i kommunen Brametot
| Referens: INSEE |